# ブルックナーの管弦楽曲・吹奏楽曲
ここではアントン・ブルックナーが作曲した管弦楽曲・吹奏楽曲について述べる（偽作を含む）。

## 管弦楽曲

### 行進曲・管弦楽小品
「行進曲ニ短調」WAB96・「3つの管弦楽小品」WAB97は、ブルックナーが初めて完成させた管弦楽曲とされる。WAB番号は分かれているが出版譜によってはまとめて「4つの管弦楽小品」と称している。
いずれも1862年、すなわちブルックナーがジーモン・ゼヒターに和声法と対位法を学んだ後、オットー・キッツラーに管弦楽法を学んでいる最中に作曲された、いわば習作である。どの楽章も単純な形式による3〜4分程度の曲である。
ブルックナーの生前の出版・演奏はされなかったと見られ、第1次全集版編纂に際しアルフレート・オーレルが校訂した。初演は1924年に行われ、出版は1934年に行われた。この時「4つの管弦楽小品」として出版された。その後、第2次全集としての版も、1996年に出版された。ここでも「4つの管弦楽小品」として1冊にまとめて出版されている。

#### 演奏時間
約14分（各5分、2分、3分、4分）

#### 楽器編成
フルート2、オーボエ2、クラリネット2、ファゴット2、ホルン2、トランペット2、トロンボーン3、ティンパニ（一対）、弦5部

#### 解説
オーレルによると、自筆稿には、まず「行進曲」と題する楽章が書かれ、続けて「1」「2」「3」とのみ記された楽章が続いていたとのことである。また速度記号も「1」の楽章にしか付けられておらず、他の楽章については、オーレルが校訂の際に括弧付きで加筆している（WAB番号上は、行進曲とそれ以外の楽章を分け、後者を「3つの管弦楽小品」として扱っている。出版譜上は4曲をまとめて「4つの管弦楽小品」としている）。
この曲については「後のブルックナーを予感させる部分もある」という評価はされるが、それは、部分的な旋律・和声・管弦楽法と言った側面においてである。曲そのものは必ずしも魅力的とは言いがたく、たとえば各楽章の形式が単純であるほか、楽章構成が乏しい（旋律、調性などの関連性含めて）などの弱点も認められる。組曲などを意図して完成された作品というより、習作の小品の集まりと見られるのが一般的である。演奏頻度も高くなく、この曲が収録されている録音を見つけるのが困難なほどである（数少ないCDの一つにCHESKY RECORDの、マルティン・ジークハルト指揮リンツ・ブルックナー管弦楽団が演奏したCDがある）。
以下、オーレル校訂の出版譜面に基づき、「4つの管弦楽小品」としての楽章順で説明する。
第1楽章（あるいは「行進曲ニ短調」）
行進曲、Allegro risoluto（オーレルによる）、ニ短調。交響曲第1番第1楽章を予感させる、堂々とした内容を持つ。トリオとコーダを持つ。
※前記CHESKY RECORDのCDでは、速度記号は「March tempo, nicht zu schnell」となっている。
第2楽章（あるいは「3つの管弦楽曲」の第1楽章）
Moderato、変ホ長調。ダイナミック幅の広い緩徐楽章であり、ホルンがしばしば旋律を持つ。
第3楽章（あるいは「3つの管弦楽曲」の第2楽章）
Allegro non troppo（オーレルによる）、ホ短調。旋律的な楽章であり、オーボエとファゴットがしばしば旋律を持つ。
※前記CHESKY RECORDのCDでは、速度記号は「Andante」となっている。
第4楽章（あるいは「3つの管弦楽曲」の第3楽章）
Andante con moto（オーレルによる）、ヘ長調。3拍子による、単純な三部形式の楽章である。中間部で、シンコペーションによる旋律が使われているところなどで、交響曲第3番第2楽章を予感させる部分がある。

### 序曲ト短調
「序曲ト短調」WAB98はブルックナーの1863年の作品である。これも、オットー・キッツラーに管弦楽法を学んでいた時代の作品である。「行進曲」「管弦楽小品」に引き続いての管弦楽曲だが、この序曲は、厳格なソナタ形式によって作曲されている。
1862年末に着手、1863年1月4日に一旦完成され、直後1月23日に改訂されたとされる。この時期にキッツラーはワーグナーの歌劇『タンホイザー』のスコアを研究しており、ブルックナーもその研究を共にした。ワーグナーの影響がこの曲に反映されているとの指摘もある。
ブルックナー生前の演奏・出版はなされなかったようで、第1次全集編纂時にオーレルが編纂し、1921年に出版・初演された。ただし同じ年に、ヴェス校訂の譜面も出版されている（ウニヴェルザール出版社より）。さらに第2次全集としての版が1996年に出版された。この他、オイレンブルクから出版されているスコアもある。ほとんどの出版スコアには、コーダ部分の、改訂前の譜面を併記してある。
調性はト短調、再現部後半からコーダ部分でト長調に転調する。速度記号は、序奏部分はAdagioだが、ソナタ形式の主部の速度表記は、スコアによって異なる（第2次全集版ではAllegro non troppoだが、オイレンブルク版ではAllegro moderato。いずれも括弧付き）。短い序奏、ソナタ形式の主部、コーダからなる。特にホルンの使い方において、その後の交響曲を予感させる部分が多いと指摘される。
ブルックナーの習作期の作品としては一定の演奏頻度がある。古くはシャピラ、マタチッチといった指揮者による録音が存在した。新しい録音では、リッカルド・シャイー指揮の演奏がCD化されている。日本においても、朝比奈隆が複数回演奏会で取り上げた他、アマチュア・オーケストラが演奏会で取り上げることもある。堤俊作指揮ロイヤルメトロポリタン管弦楽団は、改訂前の譜面を用いての演奏を行ったことがある（後述のサイトにてそのライブ録音を試聴できる。ただしサイトにおいては「1862年版」と説明されている）。

#### 楽器編成
ピッコロ、フルート、オーボエ2、クラリネット2、ファゴット2、ホルン2、トランペット2、トロンボーン3、ティンパニ（一対）、弦5部

#### 演奏時間
約10分

### 交響的前奏曲
「交響的前奏曲ハ短調」（Symphonisches Präludium c-Moll）は、近年のブルックナー学者によって、ブルックナーの作品に準じて論じられることがある（厳密には、作品完成までの過程の一部がブルックナーに依る可能性があるという程度の関係であり、定説には至っていない）。以下の前半の説明は、ブルックナー学者のベンヤミン＝グンナー・コールスが2006年に論じた内容に基づく（後述資料）。
この作品は、作曲家ハインリヒ・チュピック（Heinrich Tschuppik）が、叔父のルドルフ・クルツィザノフスキー（Rudolf Krzyzanowski）の遺品から、1946年前後に発見したものである。この手書き譜面は43頁からなる管弦楽スコアになっており、表紙には「Rudolf Krzyzanowski cop.1876」、最終ページには「von Bruckner」と記してあった。
この曲は早速、1948年にミュンヘン・フィルハーモニー管弦楽団によって初演されたが、ブルックナーの作品とみなすべきかどうかは、結論が出なかった。チュピックは当時、複数のブルックナー学者とも接触し、ノヴァークも意見を求められていたのだが、チュピックが1950年に没したことから、存在が顧みられない状態が続いた。ノヴァークも、検証や出版をしないまま没した。
その後、ヴォルフガング・ヒルトル（Wolfgang Hiltl）がこの作品にまつわる諸資料を再研究した。彼は以下のような推測を下した：元々、ブルックナーが管弦楽法の練習のために書いたスコアの断章があり、クルツィザノフスキーがブルックナーよりそれを譲り受け、補作し完成させたものであろう、と。
2002年、上記の説と共にドブリンガー社より出版されたが、現在に至るまでほとんど演奏される機会がない。曲のスタイル自体は、展開のスタイルなどから、晩年のブルックナーのものではないかとの指摘もなされている。
一方、チュピックが接触した音楽家の中には、クルツィザノフスキーとマーラーの関係（交響曲第3番のピアノ編曲を共同で作成した）から、これをマーラーの習作ではないかとの推測を下す者がいた。そのような意見と共に眠っていた資料を、マーラー学者のポール・バンクス（Paul Banks）が再発見し、この曲をマーラーの習作として広く紹介した。ただしこれは、管弦楽法が、前記チュピックが発見した手書き譜面と、全く異なってしまっている。バンクスが再発見した資料には4段のパーティセル（Particell、いわゆる総譜のスケッチ）しかなかったため、アルブレヒト・ギュルシング（Albrecht Gürsching）がマーラー風に管弦楽法を補作したためである。この形で、ネーメ・ヤルヴィがシャンドスにCD録音したこともある。
以下は、別の資料(シコルスキー社のスコア)に基づく意見と思われる。
マーラーの作品としては、1876年の作とされる。ハンブルクのシコルスキーより出版された。初演は1981年3月19日、ベルリン・フィルハーモニーザールで、ローレンス・フォスター指揮のベルリン放送交響楽団（西側）。
確かにこの曲はブルックナー風の繰り返しが多いが、マーラーの初期の作品にもブルックナーから影響したと思われる同じような模倣があり、オーケストレーションにハープを頻繁に使うのはブルックナーよりもマーラーの頻度が高い。また強弱の使い方やフレージングはマーラーの作風に近い。半音階や弦の語法は「嘆きの歌」や「交響曲第1番」の世界に最も近い。

#### 楽器編成
フルート2、オーボエ2、クラリネット2、ファゴット2、ホルン4、トランペット2、トロンボーン2、チューバ、ティンパニ（3個）、シンバル、ハープ、弦5部

#### 演奏時間
約10分

## 吹奏楽曲

### アポロ行進曲
「アポロ行進曲」（「アポロ・マーチ」とも）WAB115は長い間ブルックナーが作曲した吹奏楽曲とみなされ、つい最近までこの曲が「ブルックナー作曲」としてしばしば紹介されていた。WAB番号も付されている。しかし現在ではブルックナーの真作ではないと、ほぼ断定されている。
この作品を本当にブルックナーが作曲したのかについては、早くから、研究者の間では、疑問が呈されてきた。譜面にブルックナーのサインがない他、そもそもこれをブルックナーの作品として言及・紹介している諸文献の出典もあいまいであることが判明した。後の研究で、元々ケーレル・ベーラ（Kéler Béla）が1857年に作曲した曲であり、ブルックナーが手元にその写譜を持っていたために誤解がなされたとの説が、ほぼ断定的に論じられるに至った。ケーレル・ベーラは、ブルックナーと同じく、ジーモン・ゼヒターに学んだ作曲家である。原題は「Mazzuchelli-Marsch」。これらは、ウェルナー・プローブストが1984年に論じたものである。
なお、後述の「行進曲変ホ長調」は、ブルックナーの真作とされている。その行進曲とこのアポロ行進曲は編成が同一であるなどの相似点が見いだされる。彼自身の行進曲作曲のための研究資料として、この写譜をブルックナーが持っていたのではないかとも考えられている。
出版の経緯は不明だが、第2次全集の校訂においても、この「アポロ行進曲」は、ブルックナーの真作ではないとの注釈を記された上で、下記「行進曲変ホ長調」の付録資料として掲載される形で、出版された（1996年）。
吹奏楽曲とはいえ、現在の一般的な吹奏楽編成とはやや異なる。現在の一般的な編成に合わせた編曲譜（作曲者以外の編曲者による、例えばエリック・ライゼン編曲）も存在し、むしろそれによってこれまで広く演奏されてきた。沼尻竜典指揮大阪市音楽団によるCDは、オリジナルの編成を尊重して演奏していることを謳っている数少ないCDの一つである（ただしケラー作曲の作品として収録されている）。
変ホ長調、トリオは変イ長調。編成はフルート（変ニ調）、クラリネット（変イ調／変ホ調2／変ロ調3）、トランペット（変ホ調5／変ロ調2）、フリューゲルホルン2、ホルン3、ユーフォニアム3、トロンボーン2、チューバ2、小太鼓、大太鼓、シンバル

### 行進曲変ホ長調
「行進曲変ホ長調」WAB116は、ブルックナーの唯一の吹奏楽曲である。自筆譜最後に、ブルックナーは「1865年8月12日、リンツ」と記しており、これがこの曲の完成日・完成場所と考えられている。リンツの狩猟団体の吹奏楽団に献呈された。
第2次全集の校訂のものは、1996年に出版された（前記の通り、付録資料に「アポロ行進曲」を含んでいる）。それ以前にも、自筆譜の写真やピアノ編曲譜面は出版されていた。初演については不明。LP・CDの録音はいくつか存在するが、必ずしも演奏頻度の高い曲とは言えない。
4分の2拍子であるが、主部は三連符風のリズムが一貫しており、旋律も狩りの音楽のようなリズムに基づいている。対してトリオは旋律的であり、フリューゲルホルンの高音域で旋律が奏でられる。単純な形式による、3分程度の短い曲だが、部分的な転調の大胆さで、彼の交響曲など他の作品を想起させる部分がある。
変ホ長調、トリオは変イ長調。編成はフルート（変ニ調）、クラリネット（変イ調／変ホ調2／変ロ調3）、トランペット（変ホ調5／変ロ調2）、フリューゲルホルン2、ホルン3、ユーフォニアム3、トロンボーン2、チューバ2、小太鼓、大太鼓、シンバル